# Geschlecht in Fesseln
Geschlecht in Fesseln - Die Sexualnot der Gefangenen (1928; Sexo encadenado - Las necesidades sexuales de un preso) es una película muda dirigida por William Dieterle.
El guion está basado en un libro de Franz Höllering, que a su vez se basó en una historia del Eros im Zuchthaus de Karl Plättner.

## Reparto
- William Dieterle: Franz Sommer (acreditado como Wilhelm Dieterle)
- Gunnar Tolnæs: El empresario Rudolf Steinau
- Mary Johnson: Helene, la esposa de Sommer
- Paul Henckels: El padre de Helene - der Geheimrat
- Hans Heinrich von Twardowski: Alfred Marquis
- Gerd Briese: Der Staatsanwalt
- Hugo Werner-Kahle: Der Abgeordnete
- Carl Goetz: Strafgefangener #1 (acreditado como Karl Goetz)
- Friedrich Kurth: Strafgefangener #2
- Arthur Duarte: Strafgefangener 3

## Argumento
La película empieza con Franz Sommer (Dieterle) y su esposa recién casada Helene (Mary Johnson). Están pasando por una mala racha y Sommer no tiene un empleo fijo, en parte debido a su naturaleza excesivamente honesta. Helene consigue un trabajo vendiendo cigarrillos y puros en un restaurante. Cuando el dueño del restaurante se insinúa a Helene e ignora el aviso de Sommer de dejarla en paz, Sommer le da un empujón. El jefe de Helene cae, se golpea en la cabeza y muere unos días más tarde. Sommer es arrestado y sentenciado a tres años de cárcel.
Sommer es encarcelado en una gran celda con otros cuatro reclusos, uno de los cuales, Rudolf Steinau (Gunnar Tolnæs), es pronto liberado y le promete a Sommer ayudar a su esposa mientras esté en la cárcel. Steinau cumple su promesa, dándole un trabajo mejor en su empresa y ofreciéndole su amistad mientras ambos se esfuerzan por sacar a Sommer de la cárcel.
Gran parte de lo que sigue en la película se centra en la frustración de los hombres por estar separados de las mujeres, con escenas en las que los presos hacen cuerpos desnudos de mujeres con migas de pan y agua o la lucha por un pañuelo de señora introducido de contrabando en una visita. A la vez se aprecia una fuerte corriente homoerótica, aunque sólo apreciada indirectamente.
El quinto acto trae cambios en la historia de Sommer y Helene. Helene, loca por la ausencia de Sommer, va a ver a Steinau una noche, tras tratar desesperadamente de entrar en la prisión, y duerme con él. Mientras, la relación de Sommer con su compañero de celda Alfred Marquis (Hans Heinrich von Twardowski) comienza a pasar del segundo a un primer plano.
En la misa de la prisión, Sommer y Marquis se sientan uno al lado del otro y, mientras el cura está diciéndoles que no deben caer en la tentación, Marquis escribe «Franz y Alfred» en la cubierta de su Biblia. Lo muestra a Sommer, que no responde. Esa noche, Sommer, viendo a Marquis ensimismado en sus pensamientos, le pregunta en que piensa. Marquis presunta si su no respuesta significa que le odia y extiende su mano. Sommer la toma y comienza a moverse hacia la cama de Marquis mientras que la escena cambia hacia una imagen de la noche en el exterior de la prisión.
Al día siguiente, Helene realiza una visita privada a Sommer, en la que pretende decirle lo de Steinau, pero no lo hace. Tampoco Sommer dice nada. El corto encuentro resulta incómodo y distante. Más tarde, Steinau realiza su presentación solicitando la reforma del sistema penal, pero sin éxito. Steinau pide a Helene que se divorcie de Sommer y se case con él, pero ella lo rechaza.
Marquis es liberado y también Sommer poco después. En una corta escena, se ve a Marquis con otro hombre cerca de un río, comentándole que Sommer salió de la cárcel ese mismo día. El otro hombre comenta de forma cínica que Marquis podría conseguir bastante dinero si Sommer es rico, por lo que Marquis se ofende y se va. Aunque no esté explicado, la escena sugiere el uso del artículo 175 (la ley alemana contra la homosexualidad masculina) para chantajear a Sommer, al igual que se empleó contra Paul Körner en la película Anders als die Andern (1919) de Richard Oswald.
Sommer vuelve a casa, donde su mujer se alegra de verle. Él se alegra de ser libre, pero le confiesa que ya no la ama. Helene cree que ha descubierto lo de Steinau, pero cuando se lo menciona, él niega haberlo sabido. Es en ese momento en el que llaman a la puerta y Helene la abre para encontrarse a Marquis con un ramo de flores para Sommer. Helene se lo imagina todo. Sommer, ahora todavía más deprimido, lo echa. Marquis deja las flores en la entrada y se disculpa con Helene mientras esta le acompaña a la salida.
De vuelta al interior, ve a Sommer que mira la válvula de gas del calentador. Él le dice que no puede seguir viviendo y le dice que se vaya, pero ella se niega. Sommer abre la válvula del gas y ambos mueren.